# اورتکس
اورتکس (انگلیسی: Orthex) شرکت خرده‌فروشی فنلاندی است، که در سال ۱۹۵۶ تأسیس شد.